# نيد ريا
نيد ريا (بالإنجليزية: Ned Rea)‏ هو لاعب قذف أيرلندي، ولد في 1944.